# 2499 Brunk
2499 Brunk este un asteroid din centura principală, descoperit pe 7 noiembrie 1978 de Eleanor Helin și Schelte Bus.